# Entrala
Entrala és un municipi de la província de Zamora, a la comunitat autònoma de Castella i Lleó. Limita al nord amb Zamora, al sud amb El Perdigón, a l'est amb Morales del Vino i a l'oest amb Tardobispo.

## Demografia
| 1991 | 1996 | 2001 | 2004 |
| ---- | ---- | ---- | ---- |
| 160  | 162  | 176  | 168  |